# Mad Dogs (livre)
Pour les articles homonymes, voir Mad Dog.
Mad Dogs est le huitième tome de la série pour jeunesse CHERUB, écrit par Robert Muchamore. Il est paru en 2007.

## Objectif de la mission
Au cours d'une mission d'infiltration d'un gang de dealers, Gabrielle, une des plus proches amies de James, est très gravement blessée sous les yeux de son petit-ami Michael. On envoie donc en renfort les agents James Adams et Bruce Norris, chargés d'infiltrer les Mad Dogs, un gang rival. James y retrouve le fils de Keith Moore, "Junior", avec lequel il s'était lié d'amitié dans une précédente mission (voir tome 2 : Trafic).
Le Comité d'Éthique de Cherub a placé la mission sous surveillance hebdomadaire, en raison de la violence de l'agression subie par Gabrielle. Les agents doivent porter un gilet pare-balles en nano-tubes.
Une autre intrigue du roman concerne le complot organisé pour l'éviction de Norman Large, l'instructeur sadique. Suspendu depuis le tome précédent et sa prise d'alcool lors d'un entraînement d'agents, il menace de s'en prendre au chien "Boulette" si Lauren James ne modifie pas son témoignage accablant. Une opération est donc montée, mettant en contact James et la fille de Large, qu'il doit séduire...

## Éditions
Les titres attribués selon la langue sont très variables : Der Deal (L'accord en Allemagne) ; Gangster (en Pologne) ; Gängkriget (Guerre des gangs en Suède), etc.